# Zuideramstel
Ámsterdam Zuideramstel (Ámsterdam del sur del Amstel) es un barrio de Ámsterdam, dentro de la provincia de Holanda Septentrional. Tiene una superficie de 13,08 km² y una población de 47.785 personas (2011). El distrito financiero está situado en este distrito.
El distrito fue creado en 1998 por la fusión de los municipios: Buitenveldert Rivierenbuurt y el Barrio Princesa Irene (que hasta 1998 formó parte del Distrito del Sur). De 1998 a 2010, había un distrito en el municipio de Ámsterdam, en la provincia holandesa de Holanda Septentrional. El 1 de mayo de 2010, fue fusionado con el distrito del sur y el distrito del Amstel, creando el nuevo distrito de la ciudad de Ámsterdam Sur del Amstel.

## Barrios y vecindarios del distrito de Zuideramstel
- Rivierenbuurt
- Scheldebuurt
- IJsselbuurt
- Rijnbuurt
- Buitenveldert
- Buitenveldert-Oeste
- Buitenveldert-Este
- Prinses Irenebuurt
- Zuidas-gebied

## Parques
- Amsterdamse Bos
- Beatrixpark
- Martin Luther Kingpark
- Amstelpark
- Gijsbrecht van Aemstelpark
- 't Kleine Loopveld